# Los episodios
Los episodios es una serie infantil de televisión, emitida por TVE en 1979 dentro del espacio contenedor Un globo, dos globos, tres globos. Dirigida por Fernando Méndez-Leite, Emilio Martínez Lázaro y Jaime Chávarri, con guiones de Pilar Mateos.

## Argumento
La serie narra las peripecias de la niña Pandora (Lucía Vilches) que vive en el bosque con su alocada tía Emerinda (Queta Ariel) y Zapo (Gabriel Fariza), un ogro bueno que hace las veces de jardinero. La armonía de su vida solo se ve alterada por las maquinaciones y fechorías del pérfido Don Bruno (Francisco Merino), ataviado siempre con su triste traje gris.

## Listado de episodios
- "Los oficios" (14-2-1979)

La tía Emerinda es un curioso personaje a la que le gustan mucho los animales,llegando incluso a confeccionar jerséis con destino a los pájaros.Con ella vive la niña Pandora,siempre acompañada por su perro Diki.El ogro Zapo,que no encuentra trabajo,es contratado por Emerinda como jardinero.
- "El muñeco de nieve" (21-2-1979)

Tia Ermelinda,Pandora y Zapo,hacen un muñeco de nieve que posteriormente cobra vida.Cuando posteriormente empieza a derretirse todos tratan de solucionar su problema.
- "Los confiteros" (28-2-1979)

Unos cristales provocan pinchazos en las ruedas del coche de Don Bruno y de la bicicleta de tía Ernestina.Ambos deciden vender pastel para pagar la reparación.
- "El ladrón de sombras" (7-3-1979)

Durante un apagón en casa de Ermelinda Pandora y Zapo hacen sombras chinescas.Don Bruno aprovecha para robar la sombra de Pandora.
- "El barco de papel" (14-3-1979)

Pedro,un amigo de Pandora,quiere construir un barco para llegar al mar a lo largo del río.Zapo y Pandora le ayudan,pero el malvado Don Bruno intenta impedírselo.
- "El monte escondido" (21-3-1979)

Don Bruno quiere atrapar a la última nutria superviviente de las matanzas de los cazadores.Zapo y Pandora le ayudan a escapar al país del "Monte Escondido".
- "Pillo pillado" (28-3-1979)

Don Bruno quiere vender un coche averiado.Zapo trata de impedir que consiga sus propósitos.
- "El miedoso" (4-4-1979)

Don Bruno vive atemorizado porque piensa que le persiguen ladrones y fantasmas.Zapo y Pandora le ayudan a vencer sus temores.
- "El sombrero encantado" (11-4-1979)

Don Bruno engaña a Pandora y le vende un sombrero con supuestos poderes mágicos.Zapo y Tía Ermelinda deciden dar un escarmiento al embustero.
- "El tramposo" (18-4-1979)

Don Bruno,Tía Ermelinda y Zapo se disputan un salmón que los tres dicen haber pescado al mismo tiempo.Don Bruno hace trampa para quedarse con el pez.
- "Los mentirosos" (25-4-1979)

Don Bruno intenta robar una gallina y una cabra que Zapo y Pandora han regalado a la Tía Ermelinda el día de su cumpleaños.
- "El eco" (9-5-1979)

Don Bruno pretende robar unos minerales que Pandora ha encontrado en el campo.Con la ayuda del Exo,Zapo y su tía Ermelinda,impiden que consiga su propósito.
- "El vaquero" (16-5-1979)

Don Bruno regala a Zapo un caballo que acaba de robar.El vaquero dueño del caballo trata de recuperarlo a punta de pistola.
- "El cazador valiente" (23-5-1979)

Zapo,Pandora y Tía Ermelinda ayudan a un valiente cazador a perseguir un oso.Por error están a punto de cazar a Don Bruno.
- "La cueva" (30-5-1979)

Durante una excursión por el campo Zapo,Tía Ermelinda y Pandora descubren una cueva.Don Bruno trata de aprochevarse del descubrimiento y pretende cobrar cinco duros por entrada.
- "El circo" (6-6-1979)

Don Bruno roba al perro de Pandora par hacer que trabaje en un circo aprovechando sus habilidades.Ayudada por Zapo Pandora consigue liberar al animal.
- Episodio 17 (13-6-1979)

Tomas,ahijado de Don Bruno,viene a pasar una temporada con su padrino y se hace muy amigo de Pandora.Don Bruno trata de impedir esa amistad.
- "El marciano" (20-6-1979)

Don Bruno se disfraza de marciano y trata de burlarse de Zapo y Pandora.Estos descubren el engaño y son ellos los que se rien de Don Bruno.
- "El pirata" (4-7-1979)

Un pirata famoso,tío de Zapo,viene a desenterrar un tesoro fabuloso.Don Bruno quiere ser el primero en encontrar el cofre oculto para quedárselo.
- "El río sin nombre" (11-7-1979)

Don Bruno intenta verter en el río unas sustancias venenosas que matarían a los peces.Zapo,Pandora y la Tía Ermelinda consiguen impedirlo.
- "El ladrón de espejismos" (18-7-1979)

Pensando que se trataba de un espejismo,un niño se come la tortilla de patatas que Don Bruno acaba de freír.
- "Los arboles" (¿25-7-1979,28-8-1979?)

Don Bruno pretende talar unos árboles que le estorban para construir una cochera.
- "El tacaño" (31-7-1979)

Por culpa de su tacañería Don Bruno deja escapar dos conejos que había comprado para venderlos en el mercado.
- "Las botás mágicas" (¿7-8-1979,21-8-1979?)

Don Bruno enciende una hoguera y provoca el incendio de unos trigales cercanos.Cuando los dueños del trigo le acusan,Don Bruno echa la culpa a Zapo.
- "Los piñones" (14-8-1979)

Don Bruno intenta quedarse,mediante engaños, con los piñones que Zapo,Pandora y Tía Ermelinda han cogido de un pino.